# Continuous Delivery
Continuous Delivery, ung. kontinuerlig leverans ibland förkortat (CD), är en process använd inom systemutveckling. Målet är att snabbt kunna leverera ny och/eller uppdaterad programvara. CD är inspirerat av Lean-metoder och Agil systemutveckling.